# Ixodes columnae
Ixodes columnae este o specie de căpușe din genul Ixodes, familia Ixodidae, descrisă de Hajimu Takada și Yoshihisa Fujita în anul 1992. Conform Catalogue of Life specia Ixodes columnae nu are subspecii cunoscute.